# Список різновидів мату

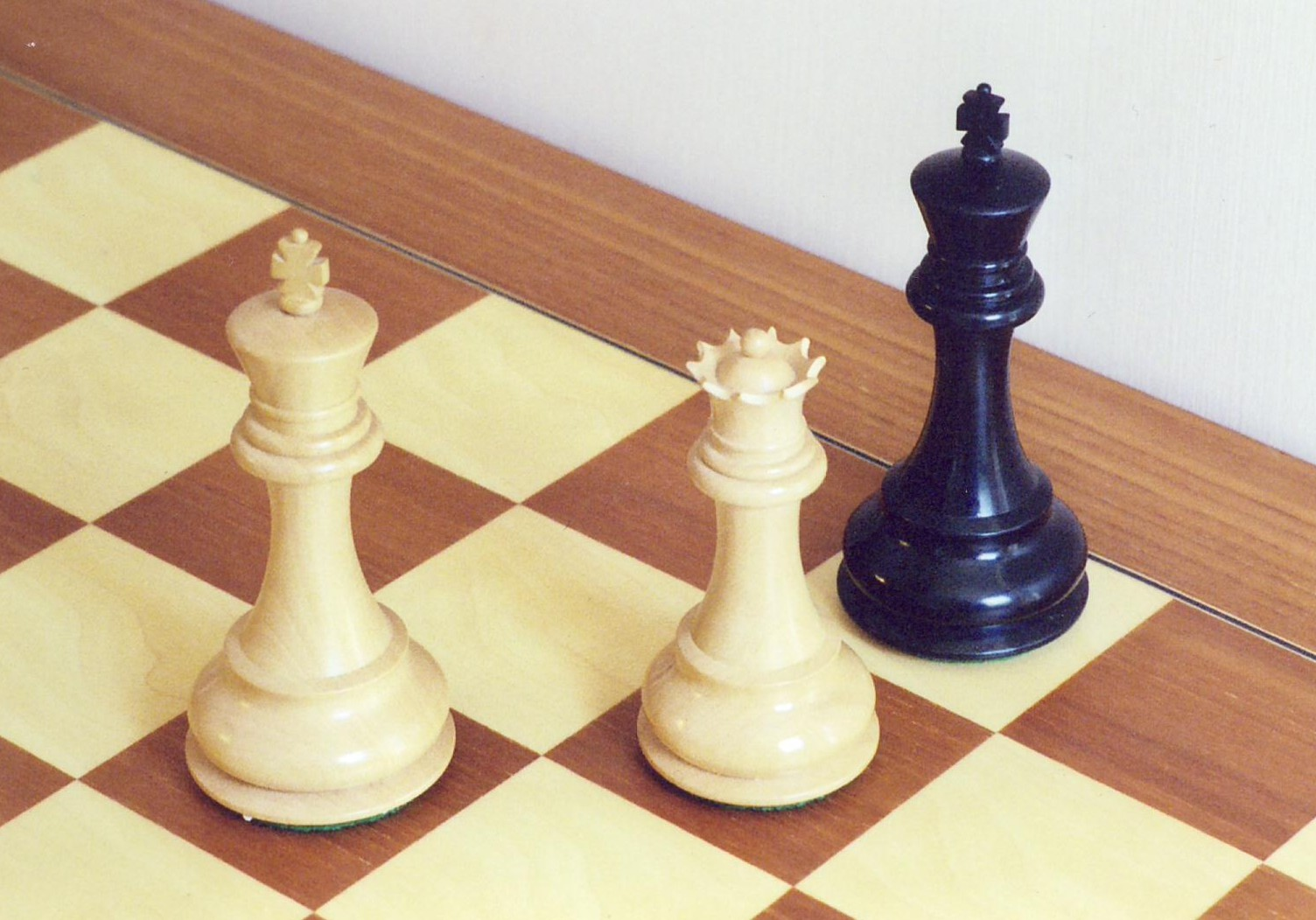
Мат

В шахах деякі різновиди мату трапляються досить часто, або ж становлять певний інтерес для теоретиків. Такі специфічні мати здобули певні імена в шаховій літературі та аналізах партій. На діаграмах нижче показано такі види мату. На них Білі ставлять мат чорним.

## Мат Анастасії
|   | a                                                                 | b                                                                 | c                                                                 | d                                                                 | e                                                                 | f                                                                 | g                                                                 | h                                                                 |   |
| 8 | e7 білий кінь · g7 чорний пішак · h7 чорний король · h5 біла тура | e7 білий кінь · g7 чорний пішак · h7 чорний король · h5 біла тура | e7 білий кінь · g7 чорний пішак · h7 чорний король · h5 біла тура | e7 білий кінь · g7 чорний пішак · h7 чорний король · h5 біла тура | e7 білий кінь · g7 чорний пішак · h7 чорний король · h5 біла тура | e7 білий кінь · g7 чорний пішак · h7 чорний король · h5 біла тура | e7 білий кінь · g7 чорний пішак · h7 чорний король · h5 біла тура | e7 білий кінь · g7 чорний пішак · h7 чорний король · h5 біла тура | 8 |
| 7 | e7 білий кінь · g7 чорний пішак · h7 чорний король · h5 біла тура | e7 білий кінь · g7 чорний пішак · h7 чорний король · h5 біла тура | e7 білий кінь · g7 чорний пішак · h7 чорний король · h5 біла тура | e7 білий кінь · g7 чорний пішак · h7 чорний король · h5 біла тура | e7 білий кінь · g7 чорний пішак · h7 чорний король · h5 біла тура | e7 білий кінь · g7 чорний пішак · h7 чорний король · h5 біла тура | e7 білий кінь · g7 чорний пішак · h7 чорний король · h5 біла тура | e7 білий кінь · g7 чорний пішак · h7 чорний король · h5 біла тура | 7 |
| 6 | e7 білий кінь · g7 чорний пішак · h7 чорний король · h5 біла тура | e7 білий кінь · g7 чорний пішак · h7 чорний король · h5 біла тура | e7 білий кінь · g7 чорний пішак · h7 чорний король · h5 біла тура | e7 білий кінь · g7 чорний пішак · h7 чорний король · h5 біла тура | e7 білий кінь · g7 чорний пішак · h7 чорний король · h5 біла тура | e7 білий кінь · g7 чорний пішак · h7 чорний король · h5 біла тура | e7 білий кінь · g7 чорний пішак · h7 чорний король · h5 біла тура | e7 білий кінь · g7 чорний пішак · h7 чорний король · h5 біла тура | 6 |
| 5 | e7 білий кінь · g7 чорний пішак · h7 чорний король · h5 біла тура | e7 білий кінь · g7 чорний пішак · h7 чорний король · h5 біла тура | e7 білий кінь · g7 чорний пішак · h7 чорний король · h5 біла тура | e7 білий кінь · g7 чорний пішак · h7 чорний король · h5 біла тура | e7 білий кінь · g7 чорний пішак · h7 чорний король · h5 біла тура | e7 білий кінь · g7 чорний пішак · h7 чорний король · h5 біла тура | e7 білий кінь · g7 чорний пішак · h7 чорний король · h5 біла тура | e7 білий кінь · g7 чорний пішак · h7 чорний король · h5 біла тура | 5 |
| 4 | e7 білий кінь · g7 чорний пішак · h7 чорний король · h5 біла тура | e7 білий кінь · g7 чорний пішак · h7 чорний король · h5 біла тура | e7 білий кінь · g7 чорний пішак · h7 чорний король · h5 біла тура | e7 білий кінь · g7 чорний пішак · h7 чорний король · h5 біла тура | e7 білий кінь · g7 чорний пішак · h7 чорний король · h5 біла тура | e7 білий кінь · g7 чорний пішак · h7 чорний король · h5 біла тура | e7 білий кінь · g7 чорний пішак · h7 чорний король · h5 біла тура | e7 білий кінь · g7 чорний пішак · h7 чорний король · h5 біла тура | 4 |
| 3 | e7 білий кінь · g7 чорний пішак · h7 чорний король · h5 біла тура | e7 білий кінь · g7 чорний пішак · h7 чорний король · h5 біла тура | e7 білий кінь · g7 чорний пішак · h7 чорний король · h5 біла тура | e7 білий кінь · g7 чорний пішак · h7 чорний король · h5 біла тура | e7 білий кінь · g7 чорний пішак · h7 чорний король · h5 біла тура | e7 білий кінь · g7 чорний пішак · h7 чорний король · h5 біла тура | e7 білий кінь · g7 чорний пішак · h7 чорний король · h5 біла тура | e7 білий кінь · g7 чорний пішак · h7 чорний король · h5 біла тура | 3 |
| 2 | e7 білий кінь · g7 чорний пішак · h7 чорний король · h5 біла тура | e7 білий кінь · g7 чорний пішак · h7 чорний король · h5 біла тура | e7 білий кінь · g7 чорний пішак · h7 чорний король · h5 біла тура | e7 білий кінь · g7 чорний пішак · h7 чорний король · h5 біла тура | e7 білий кінь · g7 чорний пішак · h7 чорний король · h5 біла тура | e7 білий кінь · g7 чорний пішак · h7 чорний король · h5 біла тура | e7 білий кінь · g7 чорний пішак · h7 чорний король · h5 біла тура | e7 білий кінь · g7 чорний пішак · h7 чорний король · h5 біла тура | 2 |
| 1 | e7 білий кінь · g7 чорний пішак · h7 чорний король · h5 біла тура | e7 білий кінь · g7 чорний пішак · h7 чорний король · h5 біла тура | e7 білий кінь · g7 чорний пішак · h7 чорний король · h5 біла тура | e7 білий кінь · g7 чорний пішак · h7 чорний король · h5 біла тура | e7 білий кінь · g7 чорний пішак · h7 чорний король · h5 біла тура | e7 білий кінь · g7 чорний пішак · h7 чорний король · h5 біла тура | e7 білий кінь · g7 чорний пішак · h7 чорний король · h5 біла тура | e7 білий кінь · g7 чорний пішак · h7 чорний король · h5 біла тура | 1 |
|   | a                                                                 | b                                                                 | c                                                                 | d                                                                 | e                                                                 | f                                                                 | g                                                                 | h                                                                 |   |

Мат Анастасії полягає в тому, що кінь і тура взаємодіють щоб спіймати короля супротивника біля краю шахівниці. З іншого боку король обмежений своєю фігурою, яка займає поле для порятунку. Цей мат отримав свою назву від твору Вільгельма Гейнзе Анастасія та гра в шахи.

## Мат Андерсена
|   | a                                                                  | b                                                                  | c                                                                  | d                                                                  | e                                                                  | f                                                                  | g                                                                  | h                                                                  |   |
| 8 | g8 чорний король · h8 біла тура · g7 білий пішак · f6 білий король | g8 чорний король · h8 біла тура · g7 білий пішак · f6 білий король | g8 чорний король · h8 біла тура · g7 білий пішак · f6 білий король | g8 чорний король · h8 біла тура · g7 білий пішак · f6 білий король | g8 чорний король · h8 біла тура · g7 білий пішак · f6 білий король | g8 чорний король · h8 біла тура · g7 білий пішак · f6 білий король | g8 чорний король · h8 біла тура · g7 білий пішак · f6 білий король | g8 чорний король · h8 біла тура · g7 білий пішак · f6 білий король | 8 |
| 7 | g8 чорний король · h8 біла тура · g7 білий пішак · f6 білий король | g8 чорний король · h8 біла тура · g7 білий пішак · f6 білий король | g8 чорний король · h8 біла тура · g7 білий пішак · f6 білий король | g8 чорний король · h8 біла тура · g7 білий пішак · f6 білий король | g8 чорний король · h8 біла тура · g7 білий пішак · f6 білий король | g8 чорний король · h8 біла тура · g7 білий пішак · f6 білий король | g8 чорний король · h8 біла тура · g7 білий пішак · f6 білий король | g8 чорний король · h8 біла тура · g7 білий пішак · f6 білий король | 7 |
| 6 | g8 чорний король · h8 біла тура · g7 білий пішак · f6 білий король | g8 чорний король · h8 біла тура · g7 білий пішак · f6 білий король | g8 чорний король · h8 біла тура · g7 білий пішак · f6 білий король | g8 чорний король · h8 біла тура · g7 білий пішак · f6 білий король | g8 чорний король · h8 біла тура · g7 білий пішак · f6 білий король | g8 чорний король · h8 біла тура · g7 білий пішак · f6 білий король | g8 чорний король · h8 біла тура · g7 білий пішак · f6 білий король | g8 чорний король · h8 біла тура · g7 білий пішак · f6 білий король | 6 |
| 5 | g8 чорний король · h8 біла тура · g7 білий пішак · f6 білий король | g8 чорний король · h8 біла тура · g7 білий пішак · f6 білий король | g8 чорний король · h8 біла тура · g7 білий пішак · f6 білий король | g8 чорний король · h8 біла тура · g7 білий пішак · f6 білий король | g8 чорний король · h8 біла тура · g7 білий пішак · f6 білий король | g8 чорний король · h8 біла тура · g7 білий пішак · f6 білий король | g8 чорний король · h8 біла тура · g7 білий пішак · f6 білий король | g8 чорний король · h8 біла тура · g7 білий пішак · f6 білий король | 5 |
| 4 | g8 чорний король · h8 біла тура · g7 білий пішак · f6 білий король | g8 чорний король · h8 біла тура · g7 білий пішак · f6 білий король | g8 чорний король · h8 біла тура · g7 білий пішак · f6 білий король | g8 чорний король · h8 біла тура · g7 білий пішак · f6 білий король | g8 чорний король · h8 біла тура · g7 білий пішак · f6 білий король | g8 чорний король · h8 біла тура · g7 білий пішак · f6 білий король | g8 чорний король · h8 біла тура · g7 білий пішак · f6 білий король | g8 чорний король · h8 біла тура · g7 білий пішак · f6 білий король | 4 |
| 3 | g8 чорний король · h8 біла тура · g7 білий пішак · f6 білий король | g8 чорний король · h8 біла тура · g7 білий пішак · f6 білий король | g8 чорний король · h8 біла тура · g7 білий пішак · f6 білий король | g8 чорний король · h8 біла тура · g7 білий пішак · f6 білий король | g8 чорний король · h8 біла тура · g7 білий пішак · f6 білий король | g8 чорний король · h8 біла тура · g7 білий пішак · f6 білий король | g8 чорний король · h8 біла тура · g7 білий пішак · f6 білий король | g8 чорний король · h8 біла тура · g7 білий пішак · f6 білий король | 3 |
| 2 | g8 чорний король · h8 біла тура · g7 білий пішак · f6 білий король | g8 чорний король · h8 біла тура · g7 білий пішак · f6 білий король | g8 чорний король · h8 біла тура · g7 білий пішак · f6 білий король | g8 чорний король · h8 біла тура · g7 білий пішак · f6 білий король | g8 чорний король · h8 біла тура · g7 білий пішак · f6 білий король | g8 чорний король · h8 біла тура · g7 білий пішак · f6 білий король | g8 чорний король · h8 біла тура · g7 білий пішак · f6 білий король | g8 чорний король · h8 біла тура · g7 білий пішак · f6 білий король | 2 |
| 1 | g8 чорний король · h8 біла тура · g7 білий пішак · f6 білий король | g8 чорний король · h8 біла тура · g7 білий пішак · f6 білий король | g8 чорний король · h8 біла тура · g7 білий пішак · f6 білий король | g8 чорний король · h8 біла тура · g7 білий пішак · f6 білий король | g8 чорний король · h8 біла тура · g7 білий пішак · f6 білий король | g8 чорний король · h8 біла тура · g7 білий пішак · f6 білий король | g8 чорний король · h8 біла тура · g7 білий пішак · f6 білий король | g8 чорний король · h8 біла тура · g7 білий пішак · f6 білий король | 1 |
|   | a                                                                  | b                                                                  | c                                                                  | d                                                                  | e                                                                  | f                                                                  | g                                                                  | h                                                                  |   |

Мат Андерсена (названий на честь Адольфа Андерсена) ставиться турою або ферзем вздовж восьмої горизонталі, яких підтримує фігура, що атакує по діагоналі (пішак або слон).
Часом розрізняють мат Андерсена, який ставиться турою, що її підтримує інша фігура (своєю чергою підтримана, як на діаграмі) і  мат Маєта, коли туру підтримує віддалений слон..

## Арабський мат
|   | a                                               | b                                               | c                                               | d                                               | e                                               | f                                               | g                                               | h                                               |   |
| 8 | h8 чорний король · h7 біла тура · f6 білий кінь | h8 чорний король · h7 біла тура · f6 білий кінь | h8 чорний король · h7 біла тура · f6 білий кінь | h8 чорний король · h7 біла тура · f6 білий кінь | h8 чорний король · h7 біла тура · f6 білий кінь | h8 чорний король · h7 біла тура · f6 білий кінь | h8 чорний король · h7 біла тура · f6 білий кінь | h8 чорний король · h7 біла тура · f6 білий кінь | 8 |
| 7 | h8 чорний король · h7 біла тура · f6 білий кінь | h8 чорний король · h7 біла тура · f6 білий кінь | h8 чорний король · h7 біла тура · f6 білий кінь | h8 чорний король · h7 біла тура · f6 білий кінь | h8 чорний король · h7 біла тура · f6 білий кінь | h8 чорний король · h7 біла тура · f6 білий кінь | h8 чорний король · h7 біла тура · f6 білий кінь | h8 чорний король · h7 біла тура · f6 білий кінь | 7 |
| 6 | h8 чорний король · h7 біла тура · f6 білий кінь | h8 чорний король · h7 біла тура · f6 білий кінь | h8 чорний король · h7 біла тура · f6 білий кінь | h8 чорний король · h7 біла тура · f6 білий кінь | h8 чорний король · h7 біла тура · f6 білий кінь | h8 чорний король · h7 біла тура · f6 білий кінь | h8 чорний король · h7 біла тура · f6 білий кінь | h8 чорний король · h7 біла тура · f6 білий кінь | 6 |
| 5 | h8 чорний король · h7 біла тура · f6 білий кінь | h8 чорний король · h7 біла тура · f6 білий кінь | h8 чорний король · h7 біла тура · f6 білий кінь | h8 чорний король · h7 біла тура · f6 білий кінь | h8 чорний король · h7 біла тура · f6 білий кінь | h8 чорний король · h7 біла тура · f6 білий кінь | h8 чорний король · h7 біла тура · f6 білий кінь | h8 чорний король · h7 біла тура · f6 білий кінь | 5 |
| 4 | h8 чорний король · h7 біла тура · f6 білий кінь | h8 чорний король · h7 біла тура · f6 білий кінь | h8 чорний король · h7 біла тура · f6 білий кінь | h8 чорний король · h7 біла тура · f6 білий кінь | h8 чорний король · h7 біла тура · f6 білий кінь | h8 чорний король · h7 біла тура · f6 білий кінь | h8 чорний король · h7 біла тура · f6 білий кінь | h8 чорний король · h7 біла тура · f6 білий кінь | 4 |
| 3 | h8 чорний король · h7 біла тура · f6 білий кінь | h8 чорний король · h7 біла тура · f6 білий кінь | h8 чорний король · h7 біла тура · f6 білий кінь | h8 чорний король · h7 біла тура · f6 білий кінь | h8 чорний король · h7 біла тура · f6 білий кінь | h8 чорний король · h7 біла тура · f6 білий кінь | h8 чорний король · h7 біла тура · f6 білий кінь | h8 чорний король · h7 біла тура · f6 білий кінь | 3 |
| 2 | h8 чорний король · h7 біла тура · f6 білий кінь | h8 чорний король · h7 біла тура · f6 білий кінь | h8 чорний король · h7 біла тура · f6 білий кінь | h8 чорний король · h7 біла тура · f6 білий кінь | h8 чорний король · h7 біла тура · f6 білий кінь | h8 чорний король · h7 біла тура · f6 білий кінь | h8 чорний король · h7 біла тура · f6 білий кінь | h8 чорний король · h7 біла тура · f6 білий кінь | 2 |
| 1 | h8 чорний король · h7 біла тура · f6 білий кінь | h8 чорний король · h7 біла тура · f6 білий кінь | h8 чорний король · h7 біла тура · f6 білий кінь | h8 чорний король · h7 біла тура · f6 білий кінь | h8 чорний король · h7 біла тура · f6 білий кінь | h8 чорний король · h7 біла тура · f6 білий кінь | h8 чорний король · h7 біла тура · f6 білий кінь | h8 чорний король · h7 біла тура · f6 білий кінь | 1 |
|   | a                                               | b                                               | c                                               | d                                               | e                                               | f                                               | g                                               | h                                               |   |

Коли ставлять Арабський мат кінь і тура взаємодіють щоб спіймати короля в самому куті шахівниці. Тура перебуває на сусідньому з королем полі (по горизонталі або вертикалі). Таким чином король не може ступити на клітину по діагоналі, яка відділяє його від коня, що підтримує туру і забирає ще одне поле для відступу.

## Мат по останній горизонталі
|   | a                                                                   | b                                                                   | c                                                                   | d                                                                   | e                                                                   | f                                                                   | g                                                                   | h                                                                   |   |
| 8 | d8 біла тура · h8 чорний король · g7 чорний пішак · h7 чорний пішак | d8 біла тура · h8 чорний король · g7 чорний пішак · h7 чорний пішак | d8 біла тура · h8 чорний король · g7 чорний пішак · h7 чорний пішак | d8 біла тура · h8 чорний король · g7 чорний пішак · h7 чорний пішак | d8 біла тура · h8 чорний король · g7 чорний пішак · h7 чорний пішак | d8 біла тура · h8 чорний король · g7 чорний пішак · h7 чорний пішак | d8 біла тура · h8 чорний король · g7 чорний пішак · h7 чорний пішак | d8 біла тура · h8 чорний король · g7 чорний пішак · h7 чорний пішак | 8 |
| 7 | d8 біла тура · h8 чорний король · g7 чорний пішак · h7 чорний пішак | d8 біла тура · h8 чорний король · g7 чорний пішак · h7 чорний пішак | d8 біла тура · h8 чорний король · g7 чорний пішак · h7 чорний пішак | d8 біла тура · h8 чорний король · g7 чорний пішак · h7 чорний пішак | d8 біла тура · h8 чорний король · g7 чорний пішак · h7 чорний пішак | d8 біла тура · h8 чорний король · g7 чорний пішак · h7 чорний пішак | d8 біла тура · h8 чорний король · g7 чорний пішак · h7 чорний пішак | d8 біла тура · h8 чорний король · g7 чорний пішак · h7 чорний пішак | 7 |
| 6 | d8 біла тура · h8 чорний король · g7 чорний пішак · h7 чорний пішак | d8 біла тура · h8 чорний король · g7 чорний пішак · h7 чорний пішак | d8 біла тура · h8 чорний король · g7 чорний пішак · h7 чорний пішак | d8 біла тура · h8 чорний король · g7 чорний пішак · h7 чорний пішак | d8 біла тура · h8 чорний король · g7 чорний пішак · h7 чорний пішак | d8 біла тура · h8 чорний король · g7 чорний пішак · h7 чорний пішак | d8 біла тура · h8 чорний король · g7 чорний пішак · h7 чорний пішак | d8 біла тура · h8 чорний король · g7 чорний пішак · h7 чорний пішак | 6 |
| 5 | d8 біла тура · h8 чорний король · g7 чорний пішак · h7 чорний пішак | d8 біла тура · h8 чорний король · g7 чорний пішак · h7 чорний пішак | d8 біла тура · h8 чорний король · g7 чорний пішак · h7 чорний пішак | d8 біла тура · h8 чорний король · g7 чорний пішак · h7 чорний пішак | d8 біла тура · h8 чорний король · g7 чорний пішак · h7 чорний пішак | d8 біла тура · h8 чорний король · g7 чорний пішак · h7 чорний пішак | d8 біла тура · h8 чорний король · g7 чорний пішак · h7 чорний пішак | d8 біла тура · h8 чорний король · g7 чорний пішак · h7 чорний пішак | 5 |
| 4 | d8 біла тура · h8 чорний король · g7 чорний пішак · h7 чорний пішак | d8 біла тура · h8 чорний король · g7 чорний пішак · h7 чорний пішак | d8 біла тура · h8 чорний король · g7 чорний пішак · h7 чорний пішак | d8 біла тура · h8 чорний король · g7 чорний пішак · h7 чорний пішак | d8 біла тура · h8 чорний король · g7 чорний пішак · h7 чорний пішак | d8 біла тура · h8 чорний король · g7 чорний пішак · h7 чорний пішак | d8 біла тура · h8 чорний король · g7 чорний пішак · h7 чорний пішак | d8 біла тура · h8 чорний король · g7 чорний пішак · h7 чорний пішак | 4 |
| 3 | d8 біла тура · h8 чорний король · g7 чорний пішак · h7 чорний пішак | d8 біла тура · h8 чорний король · g7 чорний пішак · h7 чорний пішак | d8 біла тура · h8 чорний король · g7 чорний пішак · h7 чорний пішак | d8 біла тура · h8 чорний король · g7 чорний пішак · h7 чорний пішак | d8 біла тура · h8 чорний король · g7 чорний пішак · h7 чорний пішак | d8 біла тура · h8 чорний король · g7 чорний пішак · h7 чорний пішак | d8 біла тура · h8 чорний король · g7 чорний пішак · h7 чорний пішак | d8 біла тура · h8 чорний король · g7 чорний пішак · h7 чорний пішак | 3 |
| 2 | d8 біла тура · h8 чорний король · g7 чорний пішак · h7 чорний пішак | d8 біла тура · h8 чорний король · g7 чорний пішак · h7 чорний пішак | d8 біла тура · h8 чорний король · g7 чорний пішак · h7 чорний пішак | d8 біла тура · h8 чорний король · g7 чорний пішак · h7 чорний пішак | d8 біла тура · h8 чорний король · g7 чорний пішак · h7 чорний пішак | d8 біла тура · h8 чорний король · g7 чорний пішак · h7 чорний пішак | d8 біла тура · h8 чорний король · g7 чорний пішак · h7 чорний пішак | d8 біла тура · h8 чорний король · g7 чорний пішак · h7 чорний пішак | 2 |
| 1 | d8 біла тура · h8 чорний король · g7 чорний пішак · h7 чорний пішак | d8 біла тура · h8 чорний король · g7 чорний пішак · h7 чорний пішак | d8 біла тура · h8 чорний король · g7 чорний пішак · h7 чорний пішак | d8 біла тура · h8 чорний король · g7 чорний пішак · h7 чорний пішак | d8 біла тура · h8 чорний король · g7 чорний пішак · h7 чорний пішак | d8 біла тура · h8 чорний король · g7 чорний пішак · h7 чорний пішак | d8 біла тура · h8 чорний король · g7 чорний пішак · h7 чорний пішак | d8 біла тура · h8 чорний король · g7 чорний пішак · h7 чорний пішак | 1 |
|   | a                                                                   | b                                                                   | c                                                                   | d                                                                   | e                                                                   | f                                                                   | g                                                                   | h                                                                   |   |

Мат по останній горизонталі трапляється, коли тура або ферзь атакують короля, що заблокований на останній горизонталі своїми фігурами (зазвичай пішаками).

## Мат слоном і конем
|   | a                                                                  | b                                                                  | c                                                                  | d                                                                  | e                                                                  | f                                                                  | g                                                                  | h                                                                  |   |
| 8 | h8 чорний король · f6 білий слон · g6 білий король · h6 білий кінь | h8 чорний король · f6 білий слон · g6 білий король · h6 білий кінь | h8 чорний король · f6 білий слон · g6 білий король · h6 білий кінь | h8 чорний король · f6 білий слон · g6 білий король · h6 білий кінь | h8 чорний король · f6 білий слон · g6 білий король · h6 білий кінь | h8 чорний король · f6 білий слон · g6 білий король · h6 білий кінь | h8 чорний король · f6 білий слон · g6 білий король · h6 білий кінь | h8 чорний король · f6 білий слон · g6 білий король · h6 білий кінь | 8 |
| 7 | h8 чорний король · f6 білий слон · g6 білий король · h6 білий кінь | h8 чорний король · f6 білий слон · g6 білий король · h6 білий кінь | h8 чорний король · f6 білий слон · g6 білий король · h6 білий кінь | h8 чорний король · f6 білий слон · g6 білий король · h6 білий кінь | h8 чорний король · f6 білий слон · g6 білий король · h6 білий кінь | h8 чорний король · f6 білий слон · g6 білий король · h6 білий кінь | h8 чорний король · f6 білий слон · g6 білий король · h6 білий кінь | h8 чорний король · f6 білий слон · g6 білий король · h6 білий кінь | 7 |
| 6 | h8 чорний король · f6 білий слон · g6 білий король · h6 білий кінь | h8 чорний король · f6 білий слон · g6 білий король · h6 білий кінь | h8 чорний король · f6 білий слон · g6 білий король · h6 білий кінь | h8 чорний король · f6 білий слон · g6 білий король · h6 білий кінь | h8 чорний король · f6 білий слон · g6 білий король · h6 білий кінь | h8 чорний король · f6 білий слон · g6 білий король · h6 білий кінь | h8 чорний король · f6 білий слон · g6 білий король · h6 білий кінь | h8 чорний король · f6 білий слон · g6 білий король · h6 білий кінь | 6 |
| 5 | h8 чорний король · f6 білий слон · g6 білий король · h6 білий кінь | h8 чорний король · f6 білий слон · g6 білий король · h6 білий кінь | h8 чорний король · f6 білий слон · g6 білий король · h6 білий кінь | h8 чорний король · f6 білий слон · g6 білий король · h6 білий кінь | h8 чорний король · f6 білий слон · g6 білий король · h6 білий кінь | h8 чорний король · f6 білий слон · g6 білий король · h6 білий кінь | h8 чорний король · f6 білий слон · g6 білий король · h6 білий кінь | h8 чорний король · f6 білий слон · g6 білий король · h6 білий кінь | 5 |
| 4 | h8 чорний король · f6 білий слон · g6 білий король · h6 білий кінь | h8 чорний король · f6 білий слон · g6 білий король · h6 білий кінь | h8 чорний король · f6 білий слон · g6 білий король · h6 білий кінь | h8 чорний король · f6 білий слон · g6 білий король · h6 білий кінь | h8 чорний король · f6 білий слон · g6 білий король · h6 білий кінь | h8 чорний король · f6 білий слон · g6 білий король · h6 білий кінь | h8 чорний король · f6 білий слон · g6 білий король · h6 білий кінь | h8 чорний король · f6 білий слон · g6 білий король · h6 білий кінь | 4 |
| 3 | h8 чорний король · f6 білий слон · g6 білий король · h6 білий кінь | h8 чорний король · f6 білий слон · g6 білий король · h6 білий кінь | h8 чорний король · f6 білий слон · g6 білий король · h6 білий кінь | h8 чорний король · f6 білий слон · g6 білий король · h6 білий кінь | h8 чорний король · f6 білий слон · g6 білий король · h6 білий кінь | h8 чорний король · f6 білий слон · g6 білий король · h6 білий кінь | h8 чорний король · f6 білий слон · g6 білий король · h6 білий кінь | h8 чорний король · f6 білий слон · g6 білий король · h6 білий кінь | 3 |
| 2 | h8 чорний король · f6 білий слон · g6 білий король · h6 білий кінь | h8 чорний король · f6 білий слон · g6 білий король · h6 білий кінь | h8 чорний король · f6 білий слон · g6 білий король · h6 білий кінь | h8 чорний король · f6 білий слон · g6 білий король · h6 білий кінь | h8 чорний король · f6 білий слон · g6 білий король · h6 білий кінь | h8 чорний король · f6 білий слон · g6 білий король · h6 білий кінь | h8 чорний король · f6 білий слон · g6 білий король · h6 білий кінь | h8 чорний король · f6 білий слон · g6 білий король · h6 білий кінь | 2 |
| 1 | h8 чорний король · f6 білий слон · g6 білий король · h6 білий кінь | h8 чорний король · f6 білий слон · g6 білий король · h6 білий кінь | h8 чорний король · f6 білий слон · g6 білий король · h6 білий кінь | h8 чорний король · f6 білий слон · g6 білий король · h6 білий кінь | h8 чорний король · f6 білий слон · g6 білий король · h6 білий кінь | h8 чорний король · f6 білий слон · g6 білий король · h6 білий кінь | h8 чорний король · f6 білий слон · g6 білий король · h6 білий кінь | h8 чорний король · f6 білий слон · g6 білий король · h6 білий кінь | 1 |
|   | a                                                                  | b                                                                  | c                                                                  | d                                                                  | e                                                                  | f                                                                  | g                                                                  | h                                                                  |   |

Щоб поставити Мат слоном і конем потрібна чітка взаємодія між королем, слоном і конем, щоб загнати короля супротивника в кут шахівниці. Закінчення зі слоном і конем є виграшним за правильної гри, але часом потрібно точно виконати до 34 ходів, щоб поставити цей мат.

## Мат Блекберна
|   | a                                                                                | b                                                                                | c                                                                                | d                                                                                | e                                                                                | f                                                                                | g                                                                                | h                                                                                |   |
| 8 | f8 чорна тура · g8 чорний король · h7 білий слон · g5 білий кінь · b2 білий слон | f8 чорна тура · g8 чорний король · h7 білий слон · g5 білий кінь · b2 білий слон | f8 чорна тура · g8 чорний король · h7 білий слон · g5 білий кінь · b2 білий слон | f8 чорна тура · g8 чорний король · h7 білий слон · g5 білий кінь · b2 білий слон | f8 чорна тура · g8 чорний король · h7 білий слон · g5 білий кінь · b2 білий слон | f8 чорна тура · g8 чорний король · h7 білий слон · g5 білий кінь · b2 білий слон | f8 чорна тура · g8 чорний король · h7 білий слон · g5 білий кінь · b2 білий слон | f8 чорна тура · g8 чорний король · h7 білий слон · g5 білий кінь · b2 білий слон | 8 |
| 7 | f8 чорна тура · g8 чорний король · h7 білий слон · g5 білий кінь · b2 білий слон | f8 чорна тура · g8 чорний король · h7 білий слон · g5 білий кінь · b2 білий слон | f8 чорна тура · g8 чорний король · h7 білий слон · g5 білий кінь · b2 білий слон | f8 чорна тура · g8 чорний король · h7 білий слон · g5 білий кінь · b2 білий слон | f8 чорна тура · g8 чорний король · h7 білий слон · g5 білий кінь · b2 білий слон | f8 чорна тура · g8 чорний король · h7 білий слон · g5 білий кінь · b2 білий слон | f8 чорна тура · g8 чорний король · h7 білий слон · g5 білий кінь · b2 білий слон | f8 чорна тура · g8 чорний король · h7 білий слон · g5 білий кінь · b2 білий слон | 7 |
| 6 | f8 чорна тура · g8 чорний король · h7 білий слон · g5 білий кінь · b2 білий слон | f8 чорна тура · g8 чорний король · h7 білий слон · g5 білий кінь · b2 білий слон | f8 чорна тура · g8 чорний король · h7 білий слон · g5 білий кінь · b2 білий слон | f8 чорна тура · g8 чорний король · h7 білий слон · g5 білий кінь · b2 білий слон | f8 чорна тура · g8 чорний король · h7 білий слон · g5 білий кінь · b2 білий слон | f8 чорна тура · g8 чорний король · h7 білий слон · g5 білий кінь · b2 білий слон | f8 чорна тура · g8 чорний король · h7 білий слон · g5 білий кінь · b2 білий слон | f8 чорна тура · g8 чорний король · h7 білий слон · g5 білий кінь · b2 білий слон | 6 |
| 5 | f8 чорна тура · g8 чорний король · h7 білий слон · g5 білий кінь · b2 білий слон | f8 чорна тура · g8 чорний король · h7 білий слон · g5 білий кінь · b2 білий слон | f8 чорна тура · g8 чорний король · h7 білий слон · g5 білий кінь · b2 білий слон | f8 чорна тура · g8 чорний король · h7 білий слон · g5 білий кінь · b2 білий слон | f8 чорна тура · g8 чорний король · h7 білий слон · g5 білий кінь · b2 білий слон | f8 чорна тура · g8 чорний король · h7 білий слон · g5 білий кінь · b2 білий слон | f8 чорна тура · g8 чорний король · h7 білий слон · g5 білий кінь · b2 білий слон | f8 чорна тура · g8 чорний король · h7 білий слон · g5 білий кінь · b2 білий слон | 5 |
| 4 | f8 чорна тура · g8 чорний король · h7 білий слон · g5 білий кінь · b2 білий слон | f8 чорна тура · g8 чорний король · h7 білий слон · g5 білий кінь · b2 білий слон | f8 чорна тура · g8 чорний король · h7 білий слон · g5 білий кінь · b2 білий слон | f8 чорна тура · g8 чорний король · h7 білий слон · g5 білий кінь · b2 білий слон | f8 чорна тура · g8 чорний король · h7 білий слон · g5 білий кінь · b2 білий слон | f8 чорна тура · g8 чорний король · h7 білий слон · g5 білий кінь · b2 білий слон | f8 чорна тура · g8 чорний король · h7 білий слон · g5 білий кінь · b2 білий слон | f8 чорна тура · g8 чорний король · h7 білий слон · g5 білий кінь · b2 білий слон | 4 |
| 3 | f8 чорна тура · g8 чорний король · h7 білий слон · g5 білий кінь · b2 білий слон | f8 чорна тура · g8 чорний король · h7 білий слон · g5 білий кінь · b2 білий слон | f8 чорна тура · g8 чорний король · h7 білий слон · g5 білий кінь · b2 білий слон | f8 чорна тура · g8 чорний король · h7 білий слон · g5 білий кінь · b2 білий слон | f8 чорна тура · g8 чорний король · h7 білий слон · g5 білий кінь · b2 білий слон | f8 чорна тура · g8 чорний король · h7 білий слон · g5 білий кінь · b2 білий слон | f8 чорна тура · g8 чорний король · h7 білий слон · g5 білий кінь · b2 білий слон | f8 чорна тура · g8 чорний король · h7 білий слон · g5 білий кінь · b2 білий слон | 3 |
| 2 | f8 чорна тура · g8 чорний король · h7 білий слон · g5 білий кінь · b2 білий слон | f8 чорна тура · g8 чорний король · h7 білий слон · g5 білий кінь · b2 білий слон | f8 чорна тура · g8 чорний король · h7 білий слон · g5 білий кінь · b2 білий слон | f8 чорна тура · g8 чорний король · h7 білий слон · g5 білий кінь · b2 білий слон | f8 чорна тура · g8 чорний король · h7 білий слон · g5 білий кінь · b2 білий слон | f8 чорна тура · g8 чорний король · h7 білий слон · g5 білий кінь · b2 білий слон | f8 чорна тура · g8 чорний король · h7 білий слон · g5 білий кінь · b2 білий слон | f8 чорна тура · g8 чорний король · h7 білий слон · g5 білий кінь · b2 білий слон | 2 |
| 1 | f8 чорна тура · g8 чорний король · h7 білий слон · g5 білий кінь · b2 білий слон | f8 чорна тура · g8 чорний король · h7 білий слон · g5 білий кінь · b2 білий слон | f8 чорна тура · g8 чорний король · h7 білий слон · g5 білий кінь · b2 білий слон | f8 чорна тура · g8 чорний король · h7 білий слон · g5 білий кінь · b2 білий слон | f8 чорна тура · g8 чорний король · h7 білий слон · g5 білий кінь · b2 білий слон | f8 чорна тура · g8 чорний король · h7 білий слон · g5 білий кінь · b2 білий слон | f8 чорна тура · g8 чорний король · h7 білий слон · g5 білий кінь · b2 білий слон | f8 чорна тура · g8 чорний король · h7 білий слон · g5 білий кінь · b2 білий слон | 1 |
|   | a                                                                                | b                                                                                | c                                                                                | d                                                                                | e                                                                                | f                                                                                | g                                                                                | h                                                                                |   |

Мат Блекберна, що названий на честь Джозефа Генрі Блекберна, трапляється досить рідко. Власна фігура (крім коня, який міг би побити слона, що матує) не дає королю відступити вздовж останньої горизонталі (по вертикалі f або c). Примусити суперника поставити туди свою фігуру можна за допомогою заманювання. Один із слонів обмежує короля по великій діагоналі здалеку, тоді як інший слон, прикритий конем, ставить мат впритул. Загрозою такого мату можна примусити суперника ослабити позицію.

## Мат Бодена
|   | a                                                                                  | b                                                                                  | c                                                                                  | d                                                                                  | e                                                                                  | f                                                                                  | g                                                                                  | h                                                                                  |   |
| 8 | c8 чорний король · d8 чорна тура · d7 чорний пішак · a6 білий слон · f4 білий слон | c8 чорний король · d8 чорна тура · d7 чорний пішак · a6 білий слон · f4 білий слон | c8 чорний король · d8 чорна тура · d7 чорний пішак · a6 білий слон · f4 білий слон | c8 чорний король · d8 чорна тура · d7 чорний пішак · a6 білий слон · f4 білий слон | c8 чорний король · d8 чорна тура · d7 чорний пішак · a6 білий слон · f4 білий слон | c8 чорний король · d8 чорна тура · d7 чорний пішак · a6 білий слон · f4 білий слон | c8 чорний король · d8 чорна тура · d7 чорний пішак · a6 білий слон · f4 білий слон | c8 чорний король · d8 чорна тура · d7 чорний пішак · a6 білий слон · f4 білий слон | 8 |
| 7 | c8 чорний король · d8 чорна тура · d7 чорний пішак · a6 білий слон · f4 білий слон | c8 чорний король · d8 чорна тура · d7 чорний пішак · a6 білий слон · f4 білий слон | c8 чорний король · d8 чорна тура · d7 чорний пішак · a6 білий слон · f4 білий слон | c8 чорний король · d8 чорна тура · d7 чорний пішак · a6 білий слон · f4 білий слон | c8 чорний король · d8 чорна тура · d7 чорний пішак · a6 білий слон · f4 білий слон | c8 чорний король · d8 чорна тура · d7 чорний пішак · a6 білий слон · f4 білий слон | c8 чорний король · d8 чорна тура · d7 чорний пішак · a6 білий слон · f4 білий слон | c8 чорний король · d8 чорна тура · d7 чорний пішак · a6 білий слон · f4 білий слон | 7 |
| 6 | c8 чорний король · d8 чорна тура · d7 чорний пішак · a6 білий слон · f4 білий слон | c8 чорний король · d8 чорна тура · d7 чорний пішак · a6 білий слон · f4 білий слон | c8 чорний король · d8 чорна тура · d7 чорний пішак · a6 білий слон · f4 білий слон | c8 чорний король · d8 чорна тура · d7 чорний пішак · a6 білий слон · f4 білий слон | c8 чорний король · d8 чорна тура · d7 чорний пішак · a6 білий слон · f4 білий слон | c8 чорний король · d8 чорна тура · d7 чорний пішак · a6 білий слон · f4 білий слон | c8 чорний король · d8 чорна тура · d7 чорний пішак · a6 білий слон · f4 білий слон | c8 чорний король · d8 чорна тура · d7 чорний пішак · a6 білий слон · f4 білий слон | 6 |
| 5 | c8 чорний король · d8 чорна тура · d7 чорний пішак · a6 білий слон · f4 білий слон | c8 чорний король · d8 чорна тура · d7 чорний пішак · a6 білий слон · f4 білий слон | c8 чорний король · d8 чорна тура · d7 чорний пішак · a6 білий слон · f4 білий слон | c8 чорний король · d8 чорна тура · d7 чорний пішак · a6 білий слон · f4 білий слон | c8 чорний король · d8 чорна тура · d7 чорний пішак · a6 білий слон · f4 білий слон | c8 чорний король · d8 чорна тура · d7 чорний пішак · a6 білий слон · f4 білий слон | c8 чорний король · d8 чорна тура · d7 чорний пішак · a6 білий слон · f4 білий слон | c8 чорний король · d8 чорна тура · d7 чорний пішак · a6 білий слон · f4 білий слон | 5 |
| 4 | c8 чорний король · d8 чорна тура · d7 чорний пішак · a6 білий слон · f4 білий слон | c8 чорний король · d8 чорна тура · d7 чорний пішак · a6 білий слон · f4 білий слон | c8 чорний король · d8 чорна тура · d7 чорний пішак · a6 білий слон · f4 білий слон | c8 чорний король · d8 чорна тура · d7 чорний пішак · a6 білий слон · f4 білий слон | c8 чорний король · d8 чорна тура · d7 чорний пішак · a6 білий слон · f4 білий слон | c8 чорний король · d8 чорна тура · d7 чорний пішак · a6 білий слон · f4 білий слон | c8 чорний король · d8 чорна тура · d7 чорний пішак · a6 білий слон · f4 білий слон | c8 чорний король · d8 чорна тура · d7 чорний пішак · a6 білий слон · f4 білий слон | 4 |
| 3 | c8 чорний король · d8 чорна тура · d7 чорний пішак · a6 білий слон · f4 білий слон | c8 чорний король · d8 чорна тура · d7 чорний пішак · a6 білий слон · f4 білий слон | c8 чорний король · d8 чорна тура · d7 чорний пішак · a6 білий слон · f4 білий слон | c8 чорний король · d8 чорна тура · d7 чорний пішак · a6 білий слон · f4 білий слон | c8 чорний король · d8 чорна тура · d7 чорний пішак · a6 білий слон · f4 білий слон | c8 чорний король · d8 чорна тура · d7 чорний пішак · a6 білий слон · f4 білий слон | c8 чорний король · d8 чорна тура · d7 чорний пішак · a6 білий слон · f4 білий слон | c8 чорний король · d8 чорна тура · d7 чорний пішак · a6 білий слон · f4 білий слон | 3 |
| 2 | c8 чорний король · d8 чорна тура · d7 чорний пішак · a6 білий слон · f4 білий слон | c8 чорний король · d8 чорна тура · d7 чорний пішак · a6 білий слон · f4 білий слон | c8 чорний король · d8 чорна тура · d7 чорний пішак · a6 білий слон · f4 білий слон | c8 чорний король · d8 чорна тура · d7 чорний пішак · a6 білий слон · f4 білий слон | c8 чорний король · d8 чорна тура · d7 чорний пішак · a6 білий слон · f4 білий слон | c8 чорний король · d8 чорна тура · d7 чорний пішак · a6 білий слон · f4 білий слон | c8 чорний король · d8 чорна тура · d7 чорний пішак · a6 білий слон · f4 білий слон | c8 чорний король · d8 чорна тура · d7 чорний пішак · a6 білий слон · f4 білий слон | 2 |
| 1 | c8 чорний король · d8 чорна тура · d7 чорний пішак · a6 білий слон · f4 білий слон | c8 чорний король · d8 чорна тура · d7 чорний пішак · a6 білий слон · f4 білий слон | c8 чорний король · d8 чорна тура · d7 чорний пішак · a6 білий слон · f4 білий слон | c8 чорний король · d8 чорна тура · d7 чорний пішак · a6 білий слон · f4 білий слон | c8 чорний король · d8 чорна тура · d7 чорний пішак · a6 білий слон · f4 білий слон | c8 чорний король · d8 чорна тура · d7 чорний пішак · a6 білий слон · f4 білий слон | c8 чорний король · d8 чорна тура · d7 чорний пішак · a6 білий слон · f4 білий слон | c8 чорний король · d8 чорна тура · d7 чорний пішак · a6 білий слон · f4 білий слон | 1 |
|   | a                                                                                  | b                                                                                  | c                                                                                  | d                                                                                  | e                                                                                  | f                                                                                  | g                                                                                  | h                                                                                  |   |

Як і в попередньому випадку, власна фігура (крім коня, який може прикрити короля) і пішак закривають королю поле вздовж останньої горизонталі (але не лише f чи c). Один із слонів прикриває королеві по діагоналі два поля для відступу, тоді як другий завдає вирішального удару.